# Vince Wilfork
Vincent Lamar Wilfork (* 4. listopadu, 1981, Florida) je bývalý hráč amerického fotbalu, který nastupoval na pozici Nose tackla v National Football League. Byl draftován týmem New England Patriots v roce 2004 v prvním kole, předtím hrál vysokoškolský fotbal za University of Miami.

## Život
Americký fotbal nebyl jediný sport, ve kterém Wilfork vynikal. Dařilo se mu i v atletice a ve wrestlingu. Drží také univerzitní rekord v hodu do dálky koulí. Je ženatý se svou ženou Biancou a mají tři děti. Má také svou nadaci, která podporuje lidi s cukrovkou.